# Deschampsia media
Deschampsia media là một loài thực vật có hoa trong họ Hòa thảo. Loài này được (Gouan) Roem. & Schult. mô tả khoa học đầu tiên năm 1817.